# ناني فرنانديز
ناني فرنانديز (بالإسبانية: Nani Fernández)‏ هي ممثلة إسبانية، ولدت في 22 فبراير 1923 بمدريد في إسبانيا، وتوفيت بنفس المكان في 9 نوفمبر 1960.

## وصلات خارجية
- ناني فرنانديز على موقع IMDb (الإنجليزية)
- ناني فرنانديز على موقع ألو سيني (الفرنسية)
- ناني فرنانديز على موقع قاعدة بيانات الفيلم (الإنجليزية)
- ناني فرنانديز على موقع كينوبويسك (الروسية)